# 北洛磯山脈地區
北洛磯山脈地區自治市（英語：Northern Rockies Regional Municipality）是加拿大卑詩省東北部内陸地區的一個行政區，於2009年2月6日成立，行政中心設於納爾遜堡（Fort Nelson）。據2011年人口普查，區内共有5290名居民，總面積85,014.52平方公里，佔全省面積約9%。
卑詩省政府從1965年起着手整理省內的地方行政區劃，並於1967年10月31日在省內東北部設立和平河-利亞德地區（Peace River-Liard Regional District）。該地區於1987年10月22日分拆成納爾遜堡-利亞德地區（Fort Nelson-Liard Regional District）以及和平河地區。前者於1999年3月26日改稱北洛磯山脈地區（Northern Rockies Regional District），再於2009年2月6日與其下轄的納爾遜堡鎮合併成新的北洛磯山脈地區自治市，成為卑詩省内首個單層次行政區。此自治市的管轄範圍大致與前北洛磯山脈地區相同，但不包括後者的原住民保留區。

## 外部連結

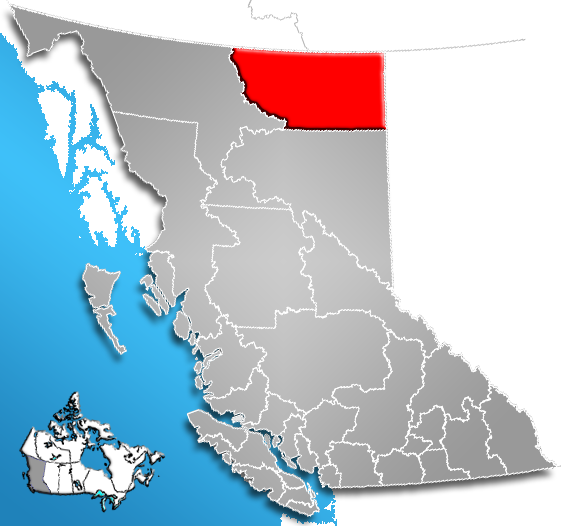
北洛磯山脈地區在卑詩省的位置

- （英文）Northern Rockies Regional Municipality - Home（页面存档备份，存于）－北洛磯山脈地區自治市官方網站